# Aeroportul Kars
Aeroportul Kars (IATA: KSY, ICAO: LTCF) este un aeroport din Provincia Kars, Turcia ce deservește zona Kars. Aeroportul a fost tranzitat în 2022 de 465.636 de pasageri. A fost deschis în 1988 și numit după zona deservită.
Situat la o altitudine de 1.795 m, aeroportul dispune de o singură pistă. Este operat de General Directorate of State Airports (Turkey)⁠(d).